# Cresera simillima
Cresera simillima är en fjärilsart som beskrevs av Rothschild 1933. Cresera simillima ingår i släktet Cresera och familjen björnspinnare. Inga underarter finns listade i Catalogue of Life.